# Connecticut Whale (Fraueneishockey)
Die Connecticut Whale waren ein US-amerikanisches Fraueneishockey-Team aus dem Bundesstaat Connecticut, das von 2015 bis 2023 in der Premier Hockey Federation spielte.
Die Whale waren bei Gründung der National Women’s Hockey League 2015 eines von vier ligaeigenen Franchises. Im Laufe ihres Bestehens waren sie in verschiedenen Spielstätten in Connecticut beheimatet. 2021 verkaufte die Liga das Franchise an Shared Hockey Enterprises.
Das Team war in Namen und Farben an die Hartford Whalers, ein ehemaliges Franchise der NHL und der WHA, angelehnt. Es war das zweite professionelle Eishockeyteam, welches den Namen Connecticut Whale trug. Das erste war ein Team der American Hockey League, das von 1997 bis 2010 und wieder seit 2013 als Hartford Wolf Pack bekannt ist.
Die Connecticut Whale existierten bis zum Ende der Saison 2022/23, als die zuvor 2021 in Premier Hockey Federation umbenannte Liga aufgelöst wurde. In der Nachfolge-Liga Professional Women’s Hockey League ist der Bundesstaat Connecticut zusammen mit der Metropolregion New York vertreten: Ein ligaeigenes Franchise spielt in der Premierensaison 2023/24 mit generischen Farben und Logo als PWHL New York an zwei Veranstaltungsorten sowohl auf New Yorker als auch Connecticut-Seite des Long Island Sound.

## Geschichte
Die Whale wurden 2015 als Franchise der National Women’s Hockey League gegründet und gehörten damit zu den Gründungsmitgliedern der Liga. Chris Ardito wurde als erster General Manager verpflichtet, das erste Trainerteam bestand aus Jake Mastel und Lisa Giovanelli. Im Juli 2015 wurde mit Kaleigh Fratkin die erste kanadische Spielerin der NWHL verpflichtet. Zudem wählten die Whale im NWHL Draft 2015 an zweiter Stelle Hannah Brandt sowie Michelle Picard an sechster Stelle aus. Die erste Heimspielstätte des Clubs war die Eishalle des Chelsea Piers in Stamford.
| Spielstätte                  | Standort       | Zeitraum  |
| ---------------------------- | -------------- | --------- |
| Chelsea Piers                | Stamford       | 2015/16   |
| Northford Ice Pavilion       | North Branford | 2016/17   |
| Terry Conners Ice Rink       | Stamford       | 2017–2019 |
| Danbury Ice Arena            | Danbury        | 2019–2022 |
| International Skating Center | Simsbury       | 2022–2023 |

Zur Saison 2015/16 nahmen die Whale den Spielbetrieb auf und Jessica Koizumi wurde zur ersten Mannschaftskapitänin ernannt. Das erste Spiel in der Geschichte der NWHL war die ausverkaufte Partie zwischen den New York Riveters und den Connecticut Whale am 11. Oktober 2015. Die Whale setzten sich mit 4:1 durch und Jessica Koizumi war die erste Torschützin in der Franchise- und NWHL-Geschichte. Vor der zweiten Saison des Teams zog das Franchise in den Northford Ice Pavilion in dem für die Volkszählung amtlich festgelegten Ort Northford innerhalb der Town North Branford um. Ein Jahr später folgte der Umzug in den Terry Conners Ice Rink im Cove Island Park in Stamford.
Nach zwei Spielzeiten im Terry Conners Ice Rink zog das Team in die größere Danbury Ice Arena in Danbury um. Der frühere NHL-Enforcer Colton Orr wurde zur Saison 2019/20 zum Cheftrainer ernannt.
Am 10. Mai 2021 gab die Liga bekannt, dass die Connecticut Whale an eine unabhängige Eigentümergruppe namens Shared Hockey Enterprises (SHE), LLC verkauft wurde, wodurch die Anzahl der von der Liga direkt betriebenen Teams auf drei reduziert wurde.
In den ersten sechs Jahren ihres Bestehens erreichte das Franchise fünf Mal das Playoff-Halbfinale. In der Saison 2021/22 belegten die Whale zum einzigen Mal in ihrer Franchise-Geschichte den ersten Tabellenplatz der regulären Saison und spielten im Play-off-Finale um den Isobel Cup, verloren das Finale jedoch gegen die Boston Pride.

## Saisonstatistik
Legende zur Saisonstatistik: GP oder Sp = Spiele insgesamt; W oder S = Siege; L oder N = Niederlagen; T oder U = Unentschieden; OTS = Siege nach Verlängerung (Overtime);  OTN oder OL = Overtime-Niederlagen; SOS = Shootout-Siege; SOL oder SON = Shootout-Niederlagen; P oder Pkt = Punkte; Pct % = Siege in %; GF oder T = Tore; GA oder GT = Gegentore
| Saison  | Sp | S  | OTN | SON | N  | T  | GT  | Pkt | Regular Season | Postseason                   |
| ------- | -- | -- | --- | --- | -- | -- | --- | --- | -------------- | ---------------------------- |
| 2015/16 | 18 | 13 | 0   | —   | 5  | 61 | 51  | 26  | 2. Platz       | Niederlage im Halbfinale     |
| 2016/17 | 18 | 5  | 1   | —   | 12 | 60 | 77  | 11  | 4. Platz       | Niederlage im Halbfinale     |
| 2017/18 | 16 | 3  | 2   | —   | 11 | 26 | 55  | 8   | 4. Platz       | Niederlage im Halbfinale     |
| 2018/19 | 16 | 2  | 2   | —   | 12 | 22 | 64  | 6   | 5. Platz       | Niederlage im Viertelfinale  |
| 2019/20 | 24 | 2  | 2   | —   | 20 | 39 | 100 | 6   | 5. Platz       | Niederlage im Halbfinale     |
| 2020/21 | 4  | 2  | 0   | —   | 2  | 9  | 12  | 4   | 3. Platz       | Niederlage im Halbfinale     |
| 2021/22 | 20 | 15 | 2   | —   | 3  | 74 | 44  | 47  | 1. Platz       | Niederlage im Playoff-Finale |
| 2022/23 | 24 | 14 | 2   | —   | 8  | 83 | 66  | 43  | 3. Platz       | Niederlage im Halbfinale     |

## Cheftrainer
- Jake Mastel – 2015
- Heather Linstad – 2015–2017
- Ryan Equale – 2018–2019
- Colton Orr – 2019–2023

## Mannschaft

### Mannschaftskapitäne
- Jessica Koizumi – 2015–2016
- Molly Engstrom – 2016
- Kelli Stack – 2017
- Sam Faber – 2017–2018
- Emily Fluke – 2018–2019
- Shannon Turner – 2019–2023

### Auszeichnungen
- 2021 Grace Kleinbach – PHF Foundation Award
- 2022 Shannon Turner – PHF Foundation Award

### Bekannte Spielerinnen
- Jessica Koizumi
- Kelli Stack
- Kennedy Marchment
- Shannon Turner
- Bray Ketchum
- Jekaterina Smolenzewa
- Kateřina Mrázová
- Janine Weber